# Universidad de Angers
La Universidad de Angers es una universidad pública situada en la ciudad del mismo nombre, en Francia. Cuenta con más de 17.000 estudiantes y 900 profesores. Ofrece una formación multidisciplinaria en tres campus, además de dos antenas en las ciudades de Cholet y Saumur.

## Historia

### Histórico
La universidad de Angers fue fundada durante el siglo X bajo el reinado de Luis IX. La célebre "Universitas Andegavensis" siguió la tradición de las grandes escuelas existentes en esa época. En 1080, la Universidad, entonces llamada Escuela de Angers, contaba con un gran renombre en el reino de Francia. El rey Carlos V le otorga sus "lettres de noblesse" en 1364, creando la Universidad de "Derecho, Medicina y Teología".
En 1432, durante el reinado del Rey René, el papa Eugenio IV la reconoce oficialmente. La Revolución francesa cierra la universidad en 1793; sin embargo, Angers continúa siendo un importante centro universitario e intelectual.

### Época contemporánea
En 1875, la Universitas Andegavensis renace a través de la creación de la Universidad Católica del Oeste. La historia de la universidad en el siglo XX es marcada por la creación del Centro Científico Universitario en 1958, y luego por la creación del Instituto Universitario de Tecnología (IUT) en 1966. En 1968 y 1970 son creados el Colegio Jurídico Universitario y el Colegio Literario Universitario, respectivamente.
En 1971, mediante la reunión de los diversos colegios, facultades e institutos existentes, la Universidad toma su forma actual.

## Estudiantes
La Universidad de Angers cuenta con 17.781 estudiantes, de los cuales 1.956 son extranjeros (11%), quienes provienen de más de 100 diferentes países.

### Facultades
La Universidad de Angers ofrece una amplia oferta de formaciones, totalizando 333 diplomas, 18 licencias LMD, 35 licencias profesionales, y 26 másteres con 56 especializaciones profesionales y 17 de investigación.

Sus unidades funcionales incluyen:
- 6 Unidades de Formación e Investigación (UFRs):
  - Letras, lengua y ciencias humanas
  - Derecho, economía y gestión
  - Ciencias
  - Ciencias médicas
  - Ciencias farmacéuticas e ingeniería de la salud
  - Instituto de mantenimiento inmobiliario y seguridad, y Escuela superior de hotelería y turismo
- Escuela de Ingenieros (ISTIA)
- Instituto Universitario de Tecnología (IUT)

### Vida estudiantil
- Tres bibliotecas, una en cada campus
- La Universidad propone a los estudiantes 39 disciplinas deportivas
- Existe un servicio universitario de medicina preventiva y promoción de la salud (SUMPPS)
- La universidad cuenta con una sala de espectáculos profesional de 350 plazas. 12.500 espectadores asistena anualmente a espectáculos en este recinto

## Investigación

### Escuela Doctoral
La escuela doctoral reúne a los estudiantes tanto de la Universidad de Angers como de las otras Universidades de la zona. En lo que respecta a la Universidad de Angers, se efectúan casi 70 exámenes de grado anualmente, y la cantidad de doctorantes es de 438 (cifras de 2007).

### Laboratorios

#### Matemáticas y sus interacciones
- Laboratoire de recherche en mathématiques (LAREMA)

#### Física
- Propriétés Optiques des Matériaux et Applications (POMA)
- Cellules solaires photovoltaïques plastiques

#### Ciencias de la Tierra, el Universo y el Espacio
- Bio-Indicateurs Actuels et Fossiles (BIAF)

#### Química
- Chimie, Ingénierie Moléculaire et Matériaux d'Angers (CIMMA)
- Cellules solaires photovoltaiques plastiques

#### Biología, Medicina y Salud
- Cytokines : structure, signalisation et prolifération tumorale
- Mitochondrie et régulations hormonales
- Remodelage osseux et biomatériaux
- Unité de Vectorisation Particulaire
- Circulations régionales et microcirculation
- Hémodynamique et Fibrose Hépatique (HIFIH)
- Groupe d'Etude des Interactions Hote-Parasite (GEIHP)
- Laboratoire de NeuroBiologie et Transgénèse (LNBT)
- Préconditionnement et remodelage du myocarde
- Analyse des déterminants de la réponse immunitaire
- Jardín Botánico de la Facultad de Farmacia de Angers

#### Ciencias del Hombre y Humanidades
- Géographie humaine et sociale (CARTA)
- Centre d'Etudes et de Recherches sur Imaginaire, Ecritures et Cultures (CERIEC)
- Centre de Recherche Interlangue Angevin (CRILA)
- Histoire des régulations et des politiques sociales (HIRES)
- Psychologie, cognition et métacognition
- Groupe de Recherche Inter-Langues de l'Université d'Angers (GRILUA)

#### Ciencias Sociales
- Laboratoire Angevin de Recherches sur les Actes Juridiques (LARAJ)
- Groupe d'Etude d'Analyse et Politiques Economiques (GEAPE)
- Centre de Droit et d'Etudes Politiques des Collectivites Territoriales (CDEPCT)
- Laboratoire Angevin de Recherche en Gestión des Organisations (LARGO)
- Centre de Recherche en Droit des Entreprises (CRDE)

#### Ciencias y tecnología de la Información y Telecomunicaciones
- Laboratoire d'Ingénierie des Systèmes Automatises (LISA)
- Laboratoire d'Etudes et de Recherche en Informatique d'Angers (LERIA)
- LAboratoire en Sûreté de fonctionnement, QUalité et Organisation (LASQUO)

#### Agronomía, producciones animales y vegetales y agroalimentarias
- Sciences agronomiques appliquées à l'horticulture (SAGAH)
- Physiologie moléculaire des semences (PMS)
- Pathologie végétale (PaVe)
- Génétique et Horticulture (GenHort)
- Paysage et biodiversité
- Neurophysiologie (Récepteurs et canaux ioniques membranaires)
- Substances d'Origine Naturelle et Analogues Structuraux (SONAS)
- Mycorhizes